# Andrea Steyn
Andrea Steyn es una deportista sudafricana que compitió en triatlón.
Ganó  en triatlón una medalla de plata en los Juegos Panafricanos de 2011, y una medalla de oro en el Campeonato Africano de Triatlón de 2009. Además, obtuvo una medalla de plata en el Campeonato Mundial de Duatlón de 2016.

## Palmarés internacional
| Juegos Panafricanos | Juegos Panafricanos | Juegos Panafricanos | Juegos Panafricanos |
| Año                 | Lugar               | Medalla             | Prueba              |
| ------------------- | ------------------- | ------------------- | ------------------- |
| 2011                | Maputo (Mozambique) | Medalla de plata    | Individual          |
| Campeonato Africano |                     |                     |                     |
| Año                 | Lugar               | Medalla             | Prueba              |
| 2009                | Durban (Sudáfrica)  | Medalla de oro      | Individual          |

| Campeonato Mundial | Campeonato Mundial | Campeonato Mundial | Campeonato Mundial |
| Año                | Lugar              | Medalla            | Prueba             |
| ------------------ | ------------------ | ------------------ | ------------------ |
| 2016               | Avilés (España)    | Medalla de plata   | Individual         |